# Cécile de Normandie
Cécile de Normandie (c. 1056 – 30 juillet 1126) était vraisemblablement la deuxième fille de Guillaume le Conquérant et Mathilde de Flandre. 

## Biographie
Elle était présentée dans l'Abbaye-aux-Dames de Caen comme oblate à un jeune âge par ses parents lors de l'inauguration de la première église de cette communauté de religieuses bénédictines le 18 juin 1066. En 1075, elle prend le voile de la main de l'archevêque de Rouen lors d'une grande cérémonie à Fécamp. 
Elle est devenue abbesse de l'Abbaye-aux-Dames de Caen après la mort de la première abbesse, Mathilde de Préaux, morte le 6 juillet 1113, qu'elle avait déjà secondée pendant de longues années. 
Cécile est morte le 30 juillet 1126, elle a été enterrée dans le chœur des religieuses sur l'axe principal de l'église, en face du tombeau de sa mère dans la partie de l'église qui servait à l'époque en tant que nef des laïques, avant le chevet contenant l'autel principal. La plaque tombale en pierre de Tournai du XIIe garnie d'une épitaphe en bronze du XVIe siècle en mémoire de Cécile était encore visible au XVIIIe. 
Des relevés de ce monument se trouvent dans le recueil des tombeaux de François-Roger de Gaignières ainsi que dans deux manuscrits de la main de Jean Auvray de la Bataille. L'un est intitulé Catalogue des abbesses de l'abbaye royale de la Ste Trinité et est conservé au Musée des Beaux-Arts de Caen, Ms. 80; l'autre intitulé Tombeaux de l'Eglise de Caen se trouve à la British Library, Ms. Egerton 887.

## Littérature
- La Vie des princesses d'Angleterre à partir de la Conquête Normande - Mary Anne Everett Green Pages 1–13.
- Elisabeth M. C. van Houts, „L’écho de la conquête dans les sources latines : la duchesse Mathilde, ses filles et l’énigme de l’Enfant doré,“ dans La Tapisserie de Bayeux, Actes du Colloque de Cerisy-la-Salle 1999, éd. 2004, pp. 135-154.
- Laura L. Gathagan, You Conquer Countless Enemies, Even as a Maiden: The Conqueror’s daughter and Dynastic Rule at Holy Trinity, Caen, dans History, Bd. 103 (2017), pp. 840–857.